# Athanase Paul Renouard de Bussierre
Pour les autres membres de la famille, voir Famille Renouard de Bussière.
Athanase-Paul Renouard, vicomte de Bussierre (9 avril 1776 à Yverdon - 18 avril 1846 à Paris), est un banquier et homme politique français.

## Biographie
Athanase Paul Renouard de Bussierre est le fils d'Étienne Cyprien Renoüard, seigneur de Bussierre, du marquisat de Roche et de Château-Rouillaud, maître des eaux et forêts du comté de Sancerre, receveur général des sels à Yverdon et secrétaire du roi, et Marie Suzanne Doucet de Surigny, ainsi que le neveu de Jeanne Doucet de Surigny.
Il devient négociant et banquier à Strasbourg, associé dans les affaires de sa belle-famille. Nommé conseiller municipal de Strasbourg en 1806, il reçoit en cette qualité Marie-Louise d'Autriche lors son passage à Strasbourg et fait partie de la délégation du conseil envoyée à Paris à l'occasion de la naissance du Roi de Rome.
Avec Florent Saglio et Georges Humann, il est l'un des organisateurs du financement et de l'exécution des travaux du Canal du Rhône au Rhin (canal Monsieur) en 1821, devenant l'un des administrateurs de la société chargée de la construction du canal.
Membre du conseil général du Haut-Rhin de 1808 à 1833, qu'il préside de 1819 à 1830, il est élu, le 13 novembre 1820, député du grand collège du Bas-Rhin. Réélu dans le 3e arrondissement électoral du même département (Haguenau), le 25 février 1824, il voit son mandat renouvelé, une troisième fois, le 17 novembre 1827.
Il siège silencieusement dans la majorité ministérielle et refuse de signer l'Adresse des 221. Ayant échoué, le 23 juin 1830, avec 32 voix contre 53 à l'élu, Florent Saglio, il quitte la vie politique.
Marié à Frédérique Wilhelmine de Franck, surnommée « La Récamier de Strasbourg », nièce de Bernard-Frédéric de Turckheim et belle-sœur par alliance de Philippe-Gaétan Mathieu de Faviers, il est le père de Marie-Théodore de Bussierre, d'Alfred Renouard de Bussière et de Léon Renouard de Bussierre.